# دار الملك عبد الله للثقافة والفنون
يُعد دار الملك عبد الله للثقافة والفنون في منطقة رأس العين بالعاصمة الأردنية عَمّان مُلتقى من أجل الارتقاء بالمشهد الفني والثقافي في المملكة وإعادة إحياء المناطق القديمة في العاصمة. ويُعتبر الدار مركز إشعاع تثقيفي وتنويري، ليس فقط على المستوى المحلي، بل على العربي والعالمي، وذلك لما سيحتضنه من فعاليات موسيقية وأدائية ومحاضرات وندوات وأمسيات شعرية، وغيرها من دروب الثقافة والفن والإبداع التي ما زالت في حاجة إلى حاضنة كبرى تنميها وتحتضن ما ينبت فيها من مواهب جديدة. وصُمم المبنى لاستيعاب جميع أنواع الفنون الأدائية والاستعراضية، من مرافق وباحات واسعة للحفلات الموسيقية، وعروض المسرح والفنون الشعبية، وعروض الأوبرا التي ستقدمها مجموعات محلية وعالمية. ومن المُرجح أن يضم الدار مسرحين: الأول يتسع لألف وستمائة شخص، والثاني يتسع لربعمائة شخص، وستكون المسارح مدعمة بأنظمة صوتية متطورة، وتقنيات عالية، ومناطق للتدريب، ومرافق عامة. بالإضافة إلى مسرح للعروض التجريبية، وصالات التدريب على الرقص والفنون الأدائية والتمثيل المسرحي، ومقهى كبير، وصالات لاستقبال كبار الزوار، ومكتبة. أما من الخارج، فأرادت حديد إعطاء بريق مميز للمبنى من خلال التفريغ الذي يمتد بارتفاع المبنى ليظهر الأجزاء الداخلية منه، وليُضفي شعورًا بالديناميكية على شكل المبنى من الخارج. إلا أنه لم يتم تحديد جدول زمني بعد للبدء في تنفيذ هذا المشروع أو الانتهاء منه.

## التصميم
جاء تصميم مبنى دار الملك عبد الله ليحاكي صخر البتراء الوردي، المدينة الوردية وإحدى عجائب الدنيا السبع. وتقول حديد عن استلهامها صخر البتراء في التصميم: «البتراء رمز مثالي للتداخل المعماري الناجح بين العمارة وبين الطبيعة. وتسعى العمارة المعاصرة إلى مضاهاة الطبيعة، مع بناء المبنى بالتداخل مع أوجه الطبيعة المفصلة وأناقتها. ولقد سعيت لمحاكاة جمالية الصخر الوردي الذي انجرف وحفر ليتماهى مع الطبيعة، ويشكل مجاري طبيعية للمياه لتتداخل مع طبيعة المكان. ومن هذا العنصر الجمالي الطبيعي في البتراء استوحيت الممرات الطبيعية لتنفيذ تداخل المبنى مع الساحة العامة وتداخل الخارج مع الداخل فيه».
يسعى القائمون على المشروع، بأن يكون المبنى ملتقى لجميع المناسبات، وتوفير مساحات واسعة لبرامج المناسبات، وحلقات العمل التجريبية، ودعم إقامة الدورات التعليمية والتدريبية، لفئة الأطفال، والشباب، والكبار، في مختلف التخصصات. وصُمم المبنى لاستيعاب جميع أنواع الفنون الأدائية والاستعراضية، من مرافق وباحات واسعة للحفلات الموسيقية، وعروض المسرح والفنون الشعبية، وعروض الأوبرا التي ستقدمها مجموعات محلية وعالمية. ومن المُرجح أن يضم الدار مسرحين: الأول يتسع لألف وستمائة شخص، والثاني يتسع لربعمائة شخص، وستكون المسارح مدعمة بأنظمة صوتية متطورة، وتقنيات عالية، ومناطق للتدريب، ومرافق عامة. بالإضافة إلى مسرح للعروض التجريبية، وصالات التدريب على الرقص والفنون الأدائية والتمثيل المسرحي، ومقهى كبير، وصالات لاستقبال كبار الزوار، ومكتبة. أما من الخارج، فأرادت حديد إعطاء بريق مميز للمبنى من خلال التفريغ الذي يمتد بارتفاع المبنى ليظهر الأجزاء الداخلية منه، وليُضفي شعورًا بالديناميكية على شكل المبنى من الخارج. إلا أنه لم يتم تحديد جدول زمني بعد للبدء في تنفيذ هذا المشروع أو الانتهاء منه.